# 패스트뷰
패스트뷰(FASTVIEW CO., LTD.)는 대한민국의 종합 콘텐츠 IT 기업이다. ‘크리에이터와 퍼블리셔, 파트너사, 사용자 모두에게 더 큰 보상과 가치를 제공하는 건강한 콘텐츠 생태계 혁신’이라는 미션 아래 뉴스기사, 블로그, SNS, 영상 등 다양한 유형의 콘텐츠 자체 제작과 국내외 콘텐츠 유통, 온라인 광고 대행 사업을 포함한한 종합 콘텐츠 기반 사업을 영위하고 있으며, AI 기반 글로벌 콘텐츠 유통 플랫폼 뷰어스(ViewUs)를 운영하고 있다. 본사는 서울 강남구 강남대로 364 미왕빌딩에 위치해 있다. 대표이사는 박상우이다.

## 역사
2015년 직장인을 위한 경제 및 트렌드 이슈 콘텐츠를 제작하는 채널로 시작해 다양한 분야로 자체 채널을 확장했으며 2018년 소프트콘텐츠 제작 전문기업 패스트뷰를 설립했다. 이후 자체 미디어 사업과 더불어 콘텐츠 유통 플랫폼 사업 및 콘텐츠 광고 마케팅 대행 사업을 시작하면서 본격적으로 사업 외연을 확장했다. 2024년 브랜드 커머스 자회사를 편입했으며 자동차 에이전시 사업을 운영하는 자회사를 설립했다.

## 투자 유치
파인만자산운용, 파트너스인베스트먼트, DSC인베스트먼트, 스파크랩벤처스, KB캐피탈 등 총 5곳의 투자사로부터 2022년 누적 투자액 125억원을 달성했다.

## 수상 및 인증
- 2023. 서울형 강소기업 선정[4]
- 2023. 마이크로소프트 스타트(Microsoft Start) 글로벌 콘텐츠 공급 파트너 선정[5]
- 2022. 서울형 우수 콘텐츠기업 선정
- 2022. 중소벤처기업부 주관 아기유니콘 선정[6]
- 2022. NICE평가정보 투자용 TCB 우수등급 획득[7]
- 2021. 스마트대한민국대상 중소기업중앙회장상 수상[8]
- 2021. 한국벤처캐피탈협회 벤처기업 인증[9]